# Königsforst (Vogelschutzgebiet)
Das Gebiet Königsforst ist ein mit Verordnung von 2004 des Regierungspräsidiums Köln ausgewiesenes Europäisches Vogelschutzgebiet (Schutzgebietkennung DE-5008-401) im Süden des deutschen Landes Nordrhein-Westfalen.
Die Vogelschutzrichtlinie der Europäischen Union dient der Erhaltung der wildlebenden, im Gebiet ihrer Mitgliedsstaaten heimischen Vogelarten und der Regelung des Schutzes, der Bewirtschaftung und der Regulierung dieser Vögel, ihrer Eier und Lebensräume.

## Lage
Das rund 25 Quadratkilometer große Vogelschutzgebiet „Königsforst“ ist identisch mit dem gleichnamigen Waldgebiet Königsforst. Es berührt das Gebiet der Städte Köln, Bergisch Gladbach und Rösrath. Im Norden wird es durch die Autobahn Bundesautobahn 4 begrenzt. Im Südwesten durchschneiden die Bundesautobahn 3 und die Aggertalbahn das Areal.

## Beschreibung
Der Königsforst ist das größte zusammenhängende Waldgebiet der rechtsrheinischen Mittelterrasse. Die höchste Erhebung ist der Tütberg mit 212 m ü. NHN. Die Grenze des Kölner Stadtgebiets läuft durch den Königsforst. Auf ihr liegt Kölns höchster Punkt, der Monte Troodelöh mit einer Höhe von rund 118 m ü. NHN.
Das EU-Vogelschutzgebiet „Königsforst“ wird als „altes Waldgebiet an der Nahtstelle zwischen Flachland und Bergland mit großen Buchen- und Eichenmischwäldern, zum Teil auch größeren Kiefern- und Fichtenanteilen, naturnahen Bachläufen sowie begleitenden Bacherlenwäldern“ beschrieben.

### Lebensraumklassen
|                                                                                |                                                                                |  |      |      |
| N06 – Binnengewässer, stehend und fließend                                     | N06 – Binnengewässer, stehend und fließend                                     |  | 1 %  | 1 %  |
| N16 – Laubwald                                                                 | N16 – Laubwald                                                                 |  | 44 % | 44 % |
| N20 – Kunstforste                                                              | N20 – Kunstforste                                                              |  | 52 % | 52 % |
| N23 – Sonstiges (Städte, Dörfer, Straßen, Deponien, Gruben, Industriegebiete)0 | N23 – Sonstiges (Städte, Dörfer, Straßen, Deponien, Gruben, Industriegebiete)0 |  | 3 %  | 3 %  |
|                                                                                |                                                                                |  |      |      |

### Lebensraumtypen
Folgende Lebensraumtypen sind im Vogelschutzgebiet „Königsforst“ beschrieben:
- 9110 – Hainsimsen-Buchenwald (Luzulo-Fagetum)
- 9130 – Waldmeister-Buchenwald
- 9160 – Subatlantischer oder mitteleuropäischer Stieleichenwald oder Sternmieren-Eichen-Hainbuchenwald (Carpinion betuli)
- 9190 – Alte bodensaure Eichenwälder auf Sandebenen mit Stieleiche
- 91E0 – Auen-Wälder mit Schwarzerle und Gemeiner Esche

## Schutzzweck
Wesentlicher Schutzzweck ist die Erhaltung und Entwicklung dieser bedeutenden Kernfläche innerhalb des europäischen Biotopverbundsystems mit einem Fließgewässersystem sowie angemessenen Anteilen von Alt- und Totholz. Der Verbund zwischen dem Königsforst und dem angrenzenden Bergischen Land sollte unbedingt gesichert und eine Verbindung zur Wahner Heide wiederhergestellt werden.
Die gebietsbezogenen Erhaltungsziele und Erhaltungsmaßnahmen sind aber je nach Art unterschiedlich beschrieben.

### Brutvögel

#### Eisvogel

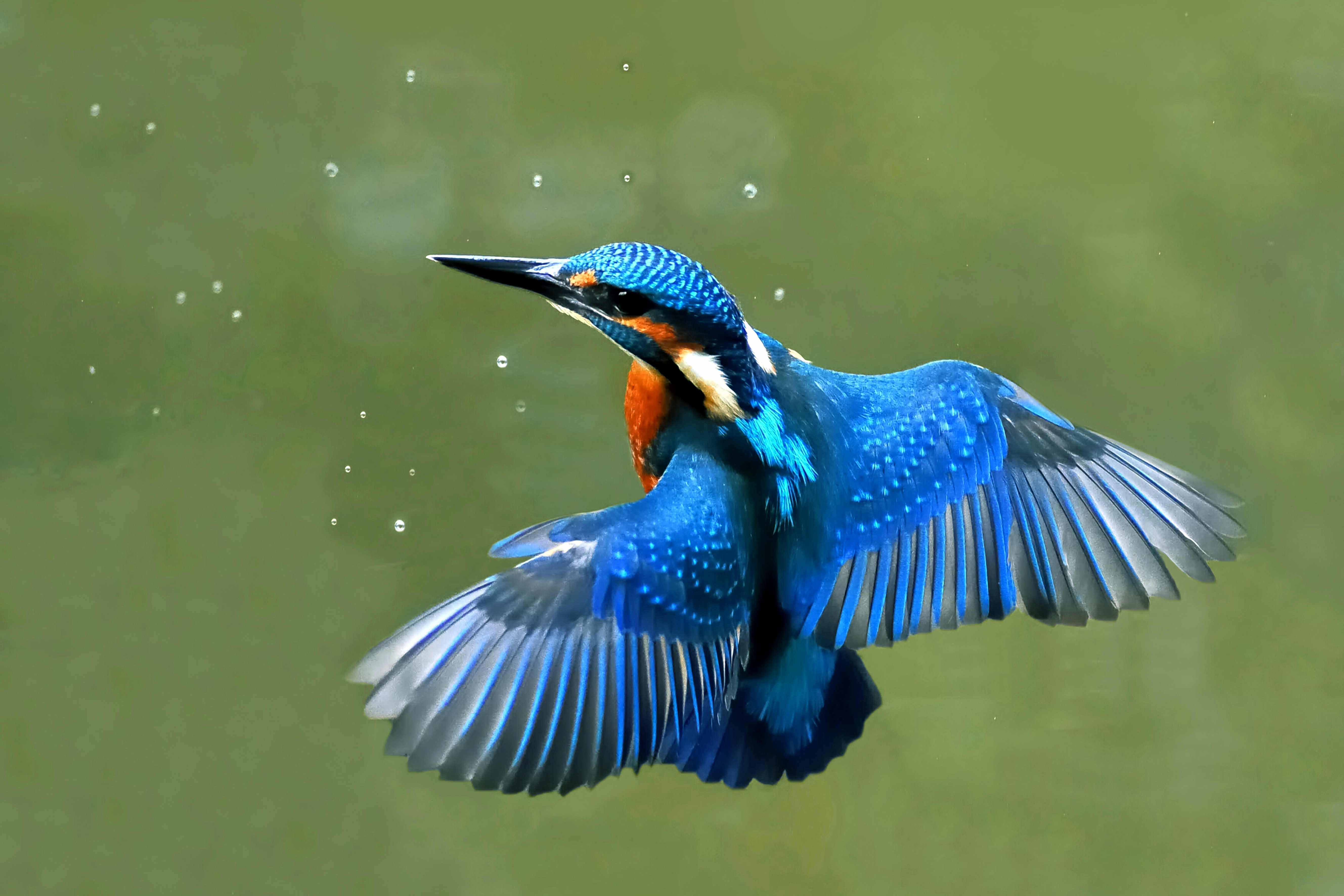
Eisvogel im Schwebflug

Erhaltung und Entwicklung von dynamischen Fließgewässersystemen mit Überschwemmungszonen, Prallhängen, Steilufern, die Vermeidung der Zerschneidung der besiedelten Lebensräume, die Erhaltung und Förderung eines dauerhaften Angebotes natürlicher Nistplätze, die schonende Gewässerunterhaltung unter Berücksichtigung der Ansprüche der Art, die Reduzierung von Nährstoff-, Schadstoff- und Sedimenteinträgen im Bereich der Nahrungsgewässer sowie die Vermeidung von Störungen an den Brutplätzen von März bis September

#### Baumfalke
Erhaltung und Entwicklung von strukturreichen Kulturlandschaften mit geeigneten Nahrungsflächen (vor allem Feuchtgrünland, Kleingewässer, Heiden, Moore, Saum- und Heckenstrukturen, Feldgehölze), die Verbesserung des Wasserhaushaltes zur Stabilisierung eines hohen Grundwasserstandes im Bereich der Nahrungsflächen (besonders libellenreiche Lebensräume), die Verbesserung der agrarischen Lebensräume durch Extensivierung der Flächennutzung (reduzierte Düngung, keine Pflanzenschutzmittel), die Erhaltung der Brutplätze mit einem störungsarmen Umfeld sowie die Vermeidung von Störungen an den Brutplätzen von Mai bis August

#### Grauspecht

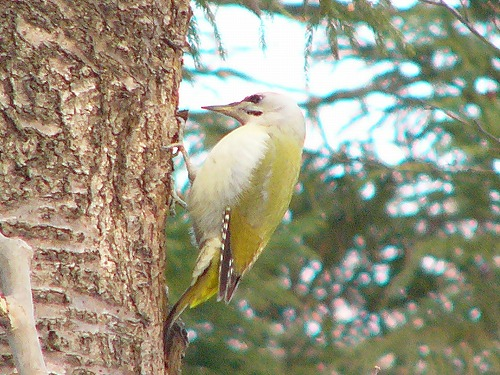
Grauspecht

Erhaltung und Entwicklung von ausgedehnten, lebensraumtypischen Laub- und Mischwäldern (vor allem Buchenwälder) mit hohen Alt- und Totholzanteilen von bis zu zehn Bäumen je Hektar, die Vermeidung der Zerschneidung und Verinselung der besiedelten Waldgebiete, die Erhaltung und Entwicklung von sonnigen Lichtungen, Waldrändern, lichten Waldstrukturen und Kleinstrukturen (Stubben, Totholz) sowie Grünland als Nahrungsflächen, die Verbesserung des Nahrungsangebotes (zum Beispiel reduzierte Düngung, keine Pflanzenschutzmittel), die Erhaltung von Höhlenbäumen sowie Forderung eines dauerhaften Angebotes geeigneter Brutbäume (vor allem >100-jährige Buchen, Bäume mit Schadstellen) sowie die Vermeidung von Störungen an den Brutplätzen von März bis Juli

#### Mittelspecht

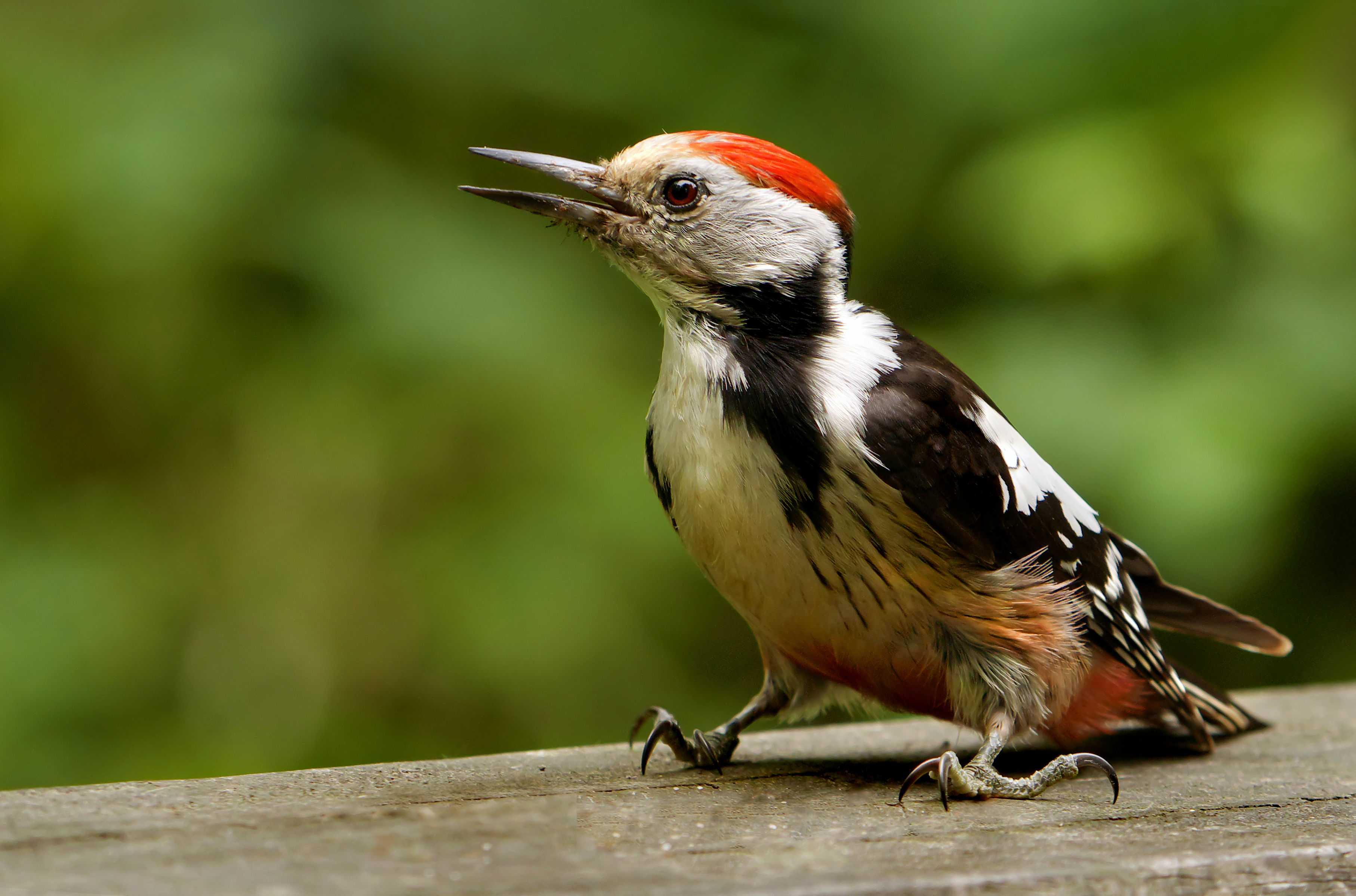
Mittelspecht

Erhaltung und Entwicklung von ausgedehnten, lebensraumtypischen Laub- und Mischwäldern sowie von Hartholzauen mit hohen Alt- und Totholzanteilen, die Erhöhung des Eichenwaldanteils, die Vermeidung der Zerschneidung und Verinselung geeigneter Waldgebiete, die Verbesserung des Nahrungsangebotes, die Erhaltung von Höhlenbäumen sowie Förderung eines dauerhaften Angebotes geeigneter Brutbäume sowie die Vermeidung von Störungen an den Brutplätzen von März bis Juni

#### Rotmilan
Erhaltung und Entwicklung von Waldgebieten mit lichten Altholzbeständen sowie von offenen, strukturreichen Kulturlandschaften, die Vermeidung der Zerschneidung und Verinselung der besiedelten Lebensräume, die Erhaltung und Entwicklung von geeigneten Nahrungsflächen (vor allem Grünland- und Ackerflächen, Säume, Belassen von Stoppelbrachen), die Erhaltung der Horstbäume mit einem störungsarmen Umfeld, die Vermeidung von Störungen an den Brutplätzen von April bis Juli, die Entschärfung bzw. Absicherung von gefährlichen Strommasten und Freileitungen sowie die Reduzierung der Verluste durch Sekundärvergiftungen (Giftköder)

#### Schwarzspecht

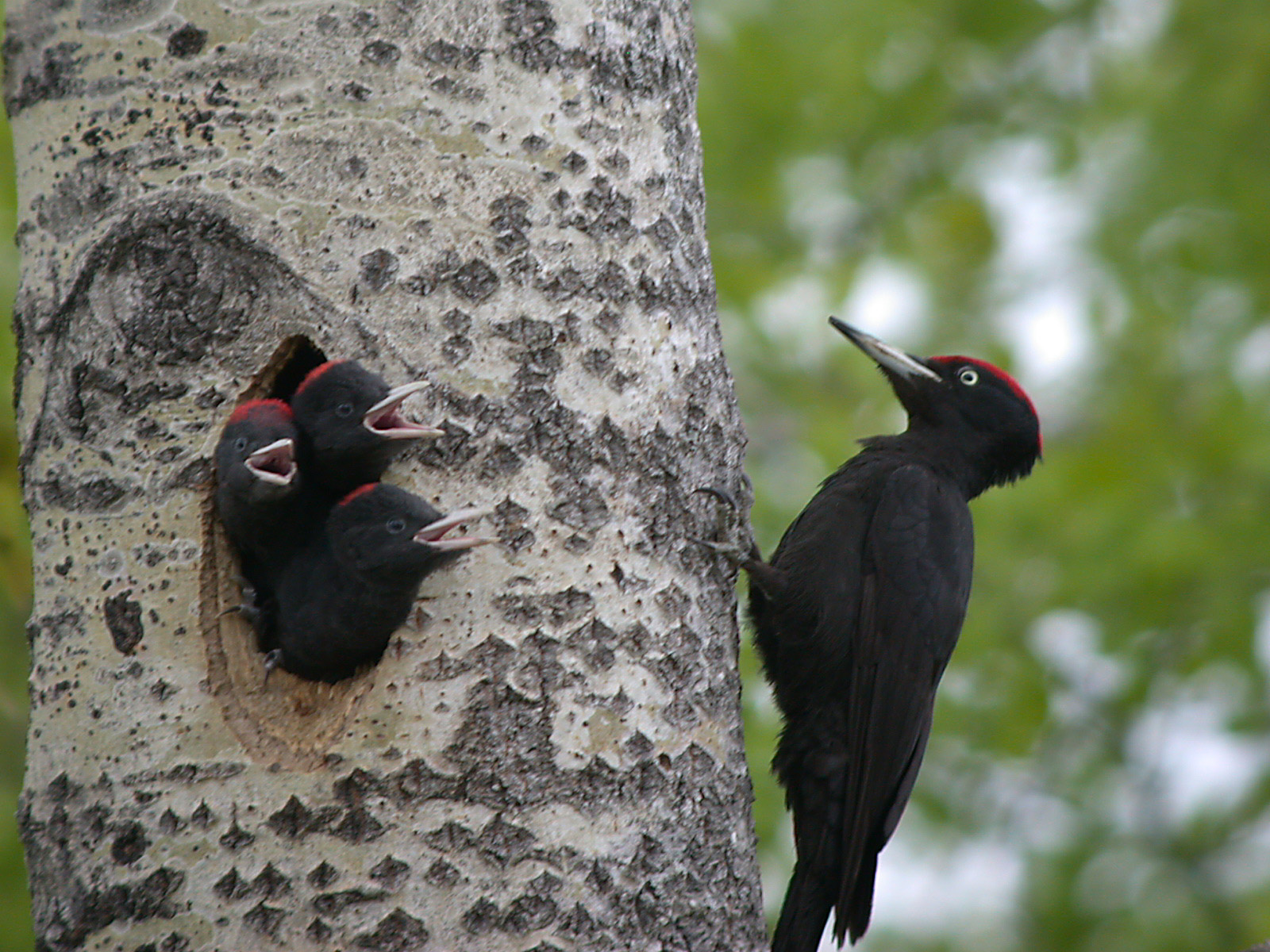
Schwarzspecht

Erhaltung und Entwicklung von lebensraumtypischen Laub- und Mischwäldern (vor allem Buchenwälder) mit hohen Alt- und Totholzanteilen (bis zu zehn Bäumen je Hektar), die Vermeidung der Zerschneidung der besiedelten Waldgebiete, die Erhaltung und Entwicklung von sonnigen Lichtungen, Waldrändern, lichten Waldstrukturen und Kleinstrukturen (Stubben, Totholz) als Nahrungsflächen, die Verbesserung des Nahrungsangebotes, die
Erhaltung von Höhlenbäumen sowie Förderung eines dauerhaften Angebotes geeigneter Brutbäume (vor allem >120-jährige Buchen) sowie die Vermeidung von Störungen an den Brutplätzen von März bis Juni

#### Wespenbussard
Erhaltung und Entwicklung von Laub- und Laubmischwäldern mit lichten Altholzbeständen in strukturreichen, halboffenen Kulturlandschaften, die Erhaltung und Entwicklung von Lichtungen und Grünlandbereichen, strukturreichen Waldrändern und Säumen als Nahrungsflächen mit einem reichhaltigen Angebot an Wespen, die Verbesserung der Nahrungsangebotes, die Erhaltung der Horstbäume mit einem störungsarmen Umfeld sowie die Vermeidung von Störungen an den Brutplätzen von Mai bis August

## Zusammenhang mit anderen Schutzgebieten
Mit dem Vogelschutzgebiet „Königsforst“ sind folgende, zusammenhängende Schutzgebiete (Liste nicht vollständig) ausgewiesen:
- EU-Vogelschutzgebiet „Wahner Heide“ (DE-5108-401)
- FFH-Gebiet „Kermeter“ (DE-5008-302)
- FFH-Gebiet „Wahner Heide“ (DE-5108-301)
- Naturschutzgebiet „Königsforst (Rhein-Berg)“ (GL-038)
- Naturschutzgebiet „Wahner Heide“ (K-001)
- Naturschutzgebiet „Naturschutzgebiet Königsforst“ (K-020)
- Naturwaldzelle Großer Steinberg